# Piotr Piątek
Piotr Piątek, född 17 februari 1982, är en polsk bågskytt. Han deltog vid olympiska sommarspelen 2008.